# Canadian Airlines
A Canadian Airlines foi uma empresa aérea canadense, fundada em 16 de maio de 1942, e que operou voos regulares até janeiro de 2000.

## História
A partir do ano de 1948, recebeu a concessão para realizar voos internacionais, a primeira rota autorizada fora Vancouver-Sydney com escalas em Honolulu, Ilhas Fiji e Auckland. Este primeiro voo foi realizado em 13 de julho de 1949 com um Canadair DC-4.
Apenas 10, anos depois a empresa obteve a autorização para iniciar voos domésticos de costa a costa, em concorrência direta com a TCA(atualmente Air Canada), ligando Vancouver a Montreal, com escalas em Winnipeg e Toronto.
Entre os anos de 1968 e 1987, a empresa passou a adotar o nome de Canadian Pacific Air.
Em 1974 o governo da província de Alberta comprou 97% da empresa.
Em 1987, uma outra companhia aérea, a Pacific Western, adquiriu o controle da Canadian Pacific Air, e promoveu uma fusão entre as duas, e adotou o nome de Canadian Airlines International. No ano seguinte, a Wardair Canada foi comprada pela Canadian, aumentando ainda mais a participação da nova empresa no mercado internacional.

## Problemas financeiros
Entre 1991 e 1994, a Canadian Airlines enxugou sua máquina administrativa, reduziu custos, padronizou suas operações e ainda conseguiu um acordo com de ajuda financeira com a AMR(empresa controladora da American Airlines).
A proximidade com a American Airlines a levou filiação à aliança OneWorld, em 1998, aumentado as operações da empresa. Ainda assim, a situação financeira da empresa não boa.

## Venda da Companhia
Em 1999, o governo canadense desregulamentou parcialmente a aviação civil, permitindo a consolidação de algumas empresas. Vislumbrando a possibilidade de monopolizar o mercado canadense, a Onex, uma empresa de investimentos local e apoiada pela American Airlines, fez proposta para a compra da Air Canada e posterior fusão com a Canadian Airlines, porém questões jurídicas impediram o prosseguimento das negociações.
Em seguida, a Air Canada ofereceu uma proposta de compra da Canadian, que acumulava anos de resultados negativos. Os controladores da Canadian acabaram concordando com a venda de 82% da empresa para a Air Canada. Em janeiro de 2000, a Canadian Airlines, tendo, aos poucos, sua imagem corporativa apagada, dando lugar a concorrente.

## Frota

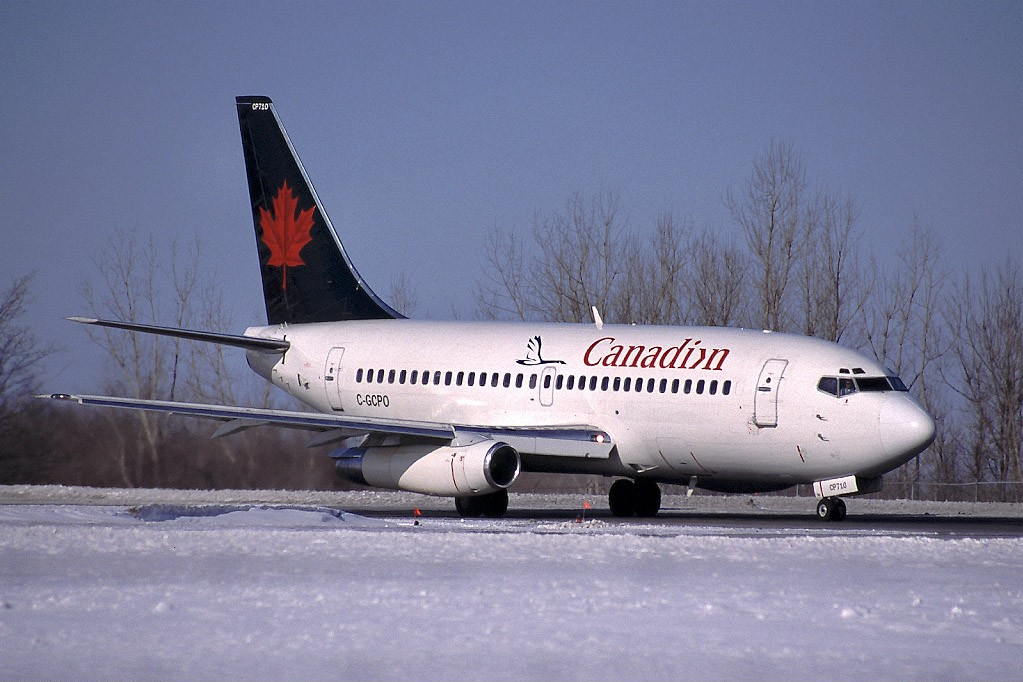
Boeing 737-200 da Canadian Airlines em 2001.

No período da aquisição pela Air Canada, a companhia operava uma frota de 163 aviões.
- Airbus A320
- Boeing 737-200, 200-ELR and 200-Combi
- Boeing 767-300ER
- Boeing 747-400 and Combi
- Douglas DC-10-30
- Fokker F28-1000
- British Aerospace J-31
- DeHavilland Canada Dash 8-100 and 300
- Beech 1900-D
- ATR-42